# Harriet Nelson
Harriet Nelson (ur. 18 lipca 1909 w Des Moines, zm. 2 października 1994) – amerykańska aktorka i piosenkarka.

## Filmografia
seriale
- 1951: The Red Skelton Show jako Dearie Lovebird
- 1969: Night Gallery jako Helena Milliken
- 1987: Detektyw w sutannie jako Siostra Agnes

film
- 1936: Błękitna parada jako Connie Martin
- 1942: Canal Zone jako Susan Merrill
- 1952: Here Come the Nelsons jako Harriet
- 1979: A Christmas for Boomer
- 1987: Time Out for Dad jako Mary McLaughlin

## Wyróżnienia
Posiada swoją gwiazdę na Hollywoodzkiej Alei Gwiazd.